# Villa Addeo
Die Villa Addeo ist ein Landhaus aus dem 19. Jahrhundert im Viertel San Carlo all’Arena von Neapel in der italienischen Region Kampanien. Es liegt an der Via Macedonia, unmittelbar neben der Villa Fleicher, von der nur noch ganz wenige Reste erhalten geblieben sind.

## Geschichte und Beschreibung
Das Gebäude gehörte dem Superintendenten Macedonio. Später hinterließ er es der Markgräfin Francesca Macedonio, zusammen mit einem Fonds von 19 Moggia nolani (ca. 7,6 ha) kultivierten Landes. Schließlich fiel das Anwesen – nach dem, was überliefert ist – im Zuge der Erbfolge an den Graf von Cerro.
Die Gebäude aus dem 19. Jahrhundert wurden zahlreichen Umbauten und Überarbeitungen unterzogen und die alte Familienkapelle ist heute unbenutzbar. Über die alte Aranceria (dt.: Orangerie) des Anwesens verläuft heute die Autobahntangentiale.